# Hans Bethe
Hans Albrecht Bethe (2 de julio de 1906 - 6 de marzo de 2005) fue un físico alemán-estadounidense de origen judío, ganador del Premio Nobel de Física en 1967 por su descubrimiento de la nucleosíntesis estelar.
Hans Bethe nació en Estrasburgo (hoy perteneciente a Francia) en 1906, cuando esta ciudad era parte del Imperio alemán. En 1928 se doctoró en Múnich. Abandonó Alemania al acceder Hitler al poder, ya que sus abuelos maternos eran judíos, y se instaló en la Universidad Cornell en los Estados Unidos. Durante la Segunda Guerra Mundial fue el director de la división teórica en el laboratorio secreto de Los Álamos, donde participó en el desarrollo de la primera bomba atómica (Proyecto Manhattan). Dirigió a un conjunto muy selecto de científicos que incluía a personas como John von Neumann o Richard Feynman. Hay pocas dudas del papel decisivo que desempeñó en el éxito de los dificilísimos cálculos que implicaba la física de las reacciones nucleares. Su equipo trabajó en la fabricación de la masa crítica de uranio 235 necesaria para producir una reacción nuclear de fisión capaz de producir la explosión de una bomba nuclear. Después de la guerra, Bethe pasó a ser un activista a favor del desarme y, en particular, del control nuclear, y también volvió a trabajar en física básica. Sus éxitos en la misma le granjearon el respeto de todo el mundo científico, y llegó a ser presidente de la Sociedad Norteamericana de Física, en 1954, y Premio Nobel de Física en 1967, por su trabajo acerca de cómo el Sol produce su energía.

## Biografía
Bethe nació en Estrasburgo, que en aquella época formaba parte del Reichsland Elsaß-Lothringen, Alemania, el 2 de julio de 1906, hijo único de Anna (de soltera Kuhn) y Albrecht Bethe, Privatdozent de fisiología en la Universidad de Estrasburgo. Aunque su madre, hija de Abraham Kuhn, profesor de la Universidad de Estrasburgo, era de origen judío, Bethe fue educado protestante, como su padre; y se convirtió en un ateo más tarde en la vida.

## Trayectoria
Tras doctorarse, Erwin Madelung le ofreció una plaza de ayudante en Fráncfort, y en septiembre de 1928 Bethe se fue a vivir con su padre, que acababa de divorciarse de su madre. Su padre había conocido a Vera Congehl ese mismo año y se casó con ella en 1929. Tuvieron dos hijos, Doris, nacida en 1933, y Klaus, nacido en 1934.
Bethe no encontró muy estimulante el trabajo en Fráncfort, y en 1929 aceptó una oferta de Ewald en la Technische Hochschule de Stuttgart. Allí escribió el que consideraba su mejor trabajo, Zur Theorie des Durchgangs schneller Korpuskularstrahlen durch Materie ("Teoría del paso de rayos corpusculares rápidos a través de la materia"). Partiendo de la interpretación de Max Born de la ecuación de Schrödinger, Bethe elaboró una fórmula simplificada para los problemas de colisión utilizando una transformada de Fourier, que hoy se conoce como fórmula de Bethe. Presentó este trabajo para su habilitación en 1930.
Sommerfeld recomendó a Bethe para una Fundación Rockefeller Travelling Scholarship en 1929. Ésta le proporcionaba 150 dólares al mes (unos 2662 dólares en 2024) para estudiar en el extranjero. En 1930, Bethe eligió realizar un trabajo postdoctoral en el Laboratorio Cavendish de la Universidad de Cambridge en Inglaterra, donde trabajó bajo la supervisión de Ralph Fowler. A petición de Patrick Blackett, que trabajaba con cámaras de niebla, Bethe creó una versión relativista de la fórmula de Bethe.
Bethe era conocido por su sentido del humor, y con Guido Beck y Wolfgang Riezler, otros dos becarios de investigación postdoctorales, creó un artículo de broma Sobre la teoría cuántica de la temperatura del cero absoluto donde calculaba la constante de estructura fina a partir de la temperatura del cero absoluto en unidades Celsius.
Para la segunda mitad de su beca, Bethe eligió ir al laboratorio de Enrico Fermi en Roma en febrero de 1931. Quedó muy impresionado por Fermi y lamentó no haber ido antes a Roma. Bethe desarrolló el Bethe ansatz, un método para hallar las soluciones exactas para los autovalores y autovectores de ciertos modelos cuánticos unidimensionales de muchos cuerpos. Se vio influido por la simplicidad de Fermi y el rigor de Sommerfeld a la hora de abordar los problemas, y estas cualidades influyeron en su propia investigación posterior.
La Fundación Rockefeller ofreció una prórroga de la beca a Bethe, lo que le permitió regresar a Italia en 1932. Mientras tanto, Bethe trabajó para Sommerfeld en Múnich como privatdozent. Como Bethe hablaba inglés con fluidez, Sommerfeld hizo que Bethe supervisara a todos sus becarios postdoctorales de habla inglesa, incluido Lloyd P. Smith de la Universidad de Cornell. Bethe aceptó una petición de Karl Scheel para escribir un artículo para el Handbuch der Physik sobre la mecánica cuántica del hidrógeno y el helio. Al revisar el artículo décadas más tarde, Robert Bacher y Victor Weisskopf señalaron que era inusual por la profundidad y amplitud de su tratamiento del tema, que requirió muy poca actualización para la edición de 1959. A continuación, Sommerfeld pidió a Bethe que le ayudara con el artículo del handbuch sobre los electrones en los metales. El artículo cubría las bases de lo que hoy se denomina física del estado sólido. Bethe tomó un campo muy nuevo y proporcionó una cobertura clara, coherente y completa del mismo. Su trabajo en los artículos del handbuch ocupó la mayor parte de su tiempo en Roma, pero también coescribió un artículo con Fermi sobre otro nuevo campo, la electrodinámica cuántica, que describe las interacciones relativistas de las partículas cargadas.
En 1932, Bethe aceptó un nombramiento como profesor asistente en la Universidad de Tubinga, donde Hans Geiger era profesor de física experimental. Una de las primeras leyes aprobadas por el nuevo gobierno nazi fue la Ley para el restablecimiento de la función pública profesional. Debido a su origen judío, Bethe fue despedido de su trabajo en la universidad, que era un puesto gubernamental. Geiger se negó a ayudar, pero Sommerfeld devolvió inmediatamente a Bethe su beca en Múnich. Sommerfeld pasó gran parte del verano de 1933 buscando plazas para estudiantes y colegas judíos.
Bethe dejó Alemania en 1933, trasladándose a Inglaterra tras recibir una oferta para un puesto de profesor en la Universidad de Mánchester durante un año a través de la conexión de Sommerfeld con William Lawrence Bragg. Se mudó con su amigo Rudolf Peierls y la esposa de Peierls, Genia. Peierls era un físico alemán que también había sido excluido de puestos académicos en Alemania por ser judío. Esto significaba que Bethe tenía a alguien con quien hablar en alemán y no tenía que comer comida inglesa. Su relación era tanto profesional como personal. Peierls despertó el interés de Bethe por la física nuclear. Después de que James Chadwick y Maurice Goldhaber descubrieran la fotodesintegración del deuterio, Chadwick retó a Bethe y Peierls a que encontraran una explicación teórica a este fenómeno. Esto lo hicieron en el viaje de cuatro horas en tren desde Cambridge de vuelta a Mánchester. Bethe seguiría investigando en los años siguientes.
En 1933, el departamento de física de Cornell buscaba un nuevo físico teórico y Lloyd Smith recomendó encarecidamente a Bethe. Bragg, que se encontraba de visita en Cornell, apoyó la propuesta. En agosto de 1934, Cornell ofreció a Bethe un puesto de profesor adjunto interino. Bethe ya había aceptado una beca de un año para trabajar con Nevill Mott en la Universidad de Bristol durante un semestre, pero Cornell accedió a que empezara en la primavera de 1935. Antes de partir hacia Estados Unidos, visitó el Instituto Niels Bohr de Copenhague en septiembre de 1934, donde le propuso matrimonio a Hilde Levi, que aceptó. El enlace contó con la oposición de la madre de Bethe, que a pesar de tener ascendencia judía, no quería que se casara con una judía.[cita requerida] Unos días antes de su boda en diciembre, Bethe rompió su compromiso. Niels Bohr y James Franck quedaron tan escandalizados por esta acción de Bethe que no volvió a ser invitado al instituto hasta después de la Segunda Guerra Mundial.

## Contribuciones
Sus contribuciones más importantes a la física fueron:
- En 1932 y 1947 calculó el efecto Lamb combinando la teoría de la relatividad y la mecánica cuántica.
- En 1938 encontró el mecanismo de las reacciones nucleares, conocido como el ciclo de Bethe o del carbono (ver nucleosíntesis estelar), que explica cómo las estrellas producen su energía. Bethe se dio cuenta de que, para entender cómo se realiza la fusión de núcleos de hidrógeno en el interior del Sol, es necesario considerar que el carbono actúa como catalizador.

## Confirmación de sus ideas

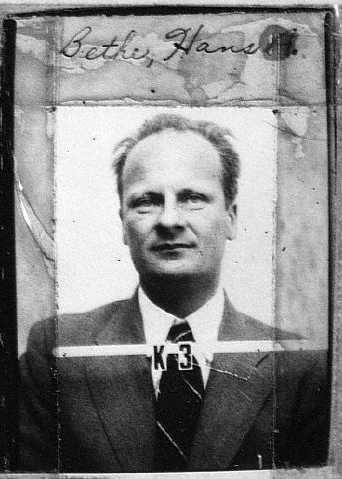
Hans Bethe.

Gracias a su longevidad (murió a los 98 años en 2005), Bethe pudo tener la satisfacción de asistir a una espectacular comprobación de sus teorías sobre la producción de energía por las estrellas, comprobación realizada en los primeros años del siglo XXI gracias a la resolución del problema de los neutrinos procedentes del centro del Sol.
La confirmación del modelo de funcionamiento del interior del Sol y la conclusión de que el número de neutrinos producidos en el Sol resulta ser el que implican las reacciones nucleares que Bethe había calculado ya casi 70 años antes. Durante muchos años no se detectaron los neutrinos necesarios, sino solo 1/3, lo que hizo incluso dudar del modelo solar. Pero la resolución en los últimos años de la cuestión de los neutrinos solares, gracias al detector conocido como SNO (Sudbury Neutrino Observatory), en Sudbury (Canadá), dio validez al modelo. Los neutrinos se producen en la cantidad prevista, pero en el viaje a la Tierra se producen oscilaciones de los neutrinos en tres tipos, y sólo uno de ellos era detectado por los observatorios.

## Honores y premios
En su dilatada carrera científica Hans Bethe recibió los siguientes premios destacados:
- Medalla Henry Draper (1947)[30]
- Medalla Max Planck (1955)
- Medalla Eddington de la Royal Astronomical Society (1961)
- Premio Enrico Fermi (1961)
- Premio Rumford (1963)[31]
- Premio Nobel de Física (1967)
- Medalla Lomonósov (1989)
- Medalla Oersted (1993)
- Medalla Bruce (2001)[32]